# Michal Kubina
Michal Kubina (1. června 1919 Odorín – 3. října 1944 Severní moře severozápadně od Stavangeru) byl slovenský palubní střelec a radiotelegrafista 311. československé bombardovací perutě.

## Život

### Před druhou světovou válkou
Michal Kubina se narodil 1. června 1919 v Odoríně na Spiši v rodině Ondreje Kubiny a Marie, rozené Strelné. Vychodil obecnou školu a poté odcestoval do Francie, kde nastoupil ke studiu na učitelské lyceum Kongregace školských bratří.

### Druhá světová válka
Po vypuknutí druhé světové války přerušil Michal Kubina studium a 18. ledna 1940 v Toulouse vstoupil do řad Československé armády v zahraničí. O dva dny později byl zařazen do 2. pěšího pluku v Agde. Absolvoval poddůstojnickou školu a zúčastnil se bitvy o Francii. Po jejím pádu v červnu 1940 evakuoval do Spojeného království, kam dorazil 30. července 1940. V srpnu téhož roku byl zařazen ke 2. pěšímu praporu 1. československé smíšené brigády. V roce 1941 se přihlásil do Royal Air Force, kam byl 13. prosince téhož roku přijat. Po absolvování vstupního výcviku ve Wilmslow, spojařského v Cranwellu, střeleckého v Evantonu a dalších kurzů byl jako palubní střelec a radiotelegrafista 9. května 1943 zařazen do 311. československé bombardovací perutě. Jako její příslušník se účastnil protiponorkových hlídkových letů nad oceánem. Svůj první operační let absolvoval 24. srpna 1943. Dne 3. října 1944 odstartoval ve stroji Consolidated B-24 Liberator GR Mk.V FL937 PP-K pod velením Jaroslava Haly již ke svému 48. operačnímu letu a to nad Severní moře. V 15.29 odvysílal poslední zprávu o napadení letounu v prostoru asi 100 kilometrů severozápadně od Stavangeru. Podle poválečných zjištění došlo k napadení trojicí strojů Messerschmitt Bf 110G-2, z nichž byl sestřel zapsán Lt. Peteru Bäthgovi, který byl během boje zraněn na ruce. Liberator se po útoku rozlomil na dvě části, které následně zmizely pod hladinou. Celá posádka zahynula, moře žádné z těl nevydalo. Michal Kubina dosáhl hodnosti rotného.

## Rodina
K odchodu do Francie inspiroval Michala Kubinu nejspíše jeho starší bratr Štefan Kubina, který zde studoval od roku 1923, poté se stal církevním učitelem a misionářem v Egyptě. I on se v roce 1940 přihlásil v Alexandrii do Československé armády v zahraničí. Bojoval mj. u Tobruku a 15. dubna 1945 padl jako příslušník Československé samostatné obrněné brigády během obléhání Dunkirku.

## Ocenění

### Vyznamenání
- Československá medaile Za chrabrost před nepřítelem
- Pamětní medaile československé armády v zahraničí
- Československý válečný kříž 1939

### Posmrtná ocenění
- Michal Kubina byl v roce 1991 in memoriam povýšen do hodnosti podplukovníka
- Michalu Kubinovi byla na rodném domě čp. 37 v Odoríně odhalena pamětní deska[2]